# Parazygiella dispar
Parazygiella dispar là một loài nhện trong họ Araneidae.
Loài này thuộc chi Parazygiella. Parazygiella dispar được Wladislaus Kulczynski miêu tả năm 1885.